# Isabel Casimiro
Isabel Maria Cortesão Casimiro (née le 14 janvier 1955) est une sociologue, activiste des droits des femmes et une ancienne femme politique mozambicaine. Elle est professeure au Centre d'études africaines, Université Eduardo Mondlane à Maputo, Mozambique. Elle est une militante féministe et défenseure des droits des femmes et fondatrice de Fórum Mulher et de Women and Law in Southern Africa Research and Education Trust (WLSA). Elle a été membre du Parlement de 1995 à 1999 pour le FRELIMO.

## Jeunesse
Isabel Maria Casimiro est née le 14 janvier 1955 à Iapala, un petit village de la province de Nampula, sur la côte nord-est du Mozambique. Son père était un médecin basé à la gare de Iapala. Ses parents immigrent au Mozambique en 1952, à cause de leur appartenance au Parti communiste portugais, déclaré illégal par le gouvernement. Dans les faits, ils sont « exilés » dans l'une des colonies portugaises d'outre-mer de l'époque.

## Carrière
De 1995 à 1999, Isabel Casimiro est membre du parlement pour le front de libération du Mozambique (FRELIMO).
Isabel Casimiro est la fondatrice et la présidente, de 2006 à 2015, de Fórum Mulher, un réseau de défense des droits des femmes.
Isabel Casimiro est la fondatrice et la première coordinatrice nationale du Women and Law in Southern Africa Research and Education Trust (WLSA) au Mozambique et, depuis 2015, elle en est la présidente du conseil d'administration.
Isabel Casimiro est professeure en sociologie au Centre d'études africaines, Université Eduardo Mondlane à Maputo, où elle se spécialise dans les droits des femmes et des humains, les mouvements féministes, les questions de développement et la démocratie participative.